# Антоні Кумелья

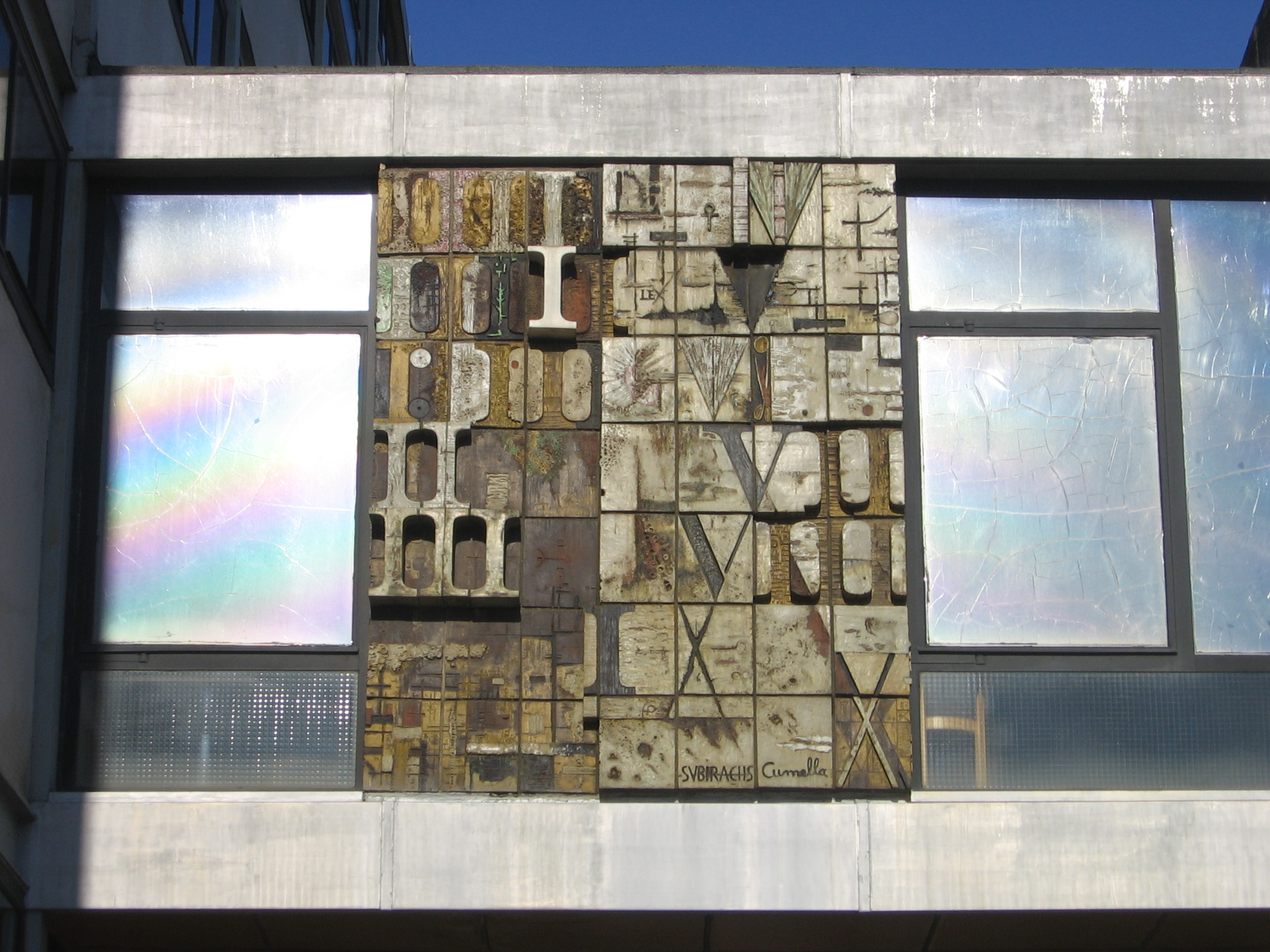
«Таблиці закону» (1959), юридичний факультет Барселонського університету. Скульптор Жузеп Марія Субіракс, кераміст Антоні Кубелья

Антоні Кумелья-і-Серрет (кат. Antoni Cumella i Serret; 12 серпня 1913, Гранольєрс, Барселона — 25 січня 1985) — іспанський (каталонський) художник-кераміст.
Навчався разом з братом в Гранольєрсі, потім в Ескола-дель-Требаль у Барселоні. У 1933 і 1934 роках брав участь у виставках «Primavera» в Барселоні, а дві його роботи придбала Рада музеїв (нині зберігаються у Музеї кераміки в Барселоні). У наступному році познайомився з Жузепом Льоренсом Артігасом, з яким у нього склалися тісні стосунки. У 1936 році пройшла перша персональна виставка в галереї Сіра, Барселона; отримав грант від уряду Каталонії на навчання у Парижі, однак вимушений був повернувся назад на початку Громадянської війни в Іспанії. У 1950-х роках почав брати участь у виставках в Мадриді, де  познайомився з Педро Лаїном Ентральго і Хосе Луїсом Арангуреном, а також з членами групи «Ель-Пасо». Також тісно співпрацював з архітекторами «Групи R» в Барселоні. У 1959 році створив рельєф «Таблиці закону» у співпраці зі скульптором Жузепом Марією Субіраксом для нового юридичного факультету Барселонського університету.
У 1960-х роках працював з художнім критиком і політиком Александре Сірісі над створенням Музею сучасного мистецтва (MACBA) і Школою декоративного мистецтва. У 1963 році створив керамічне панно «Пам'яті Гауді» для Всесвітньої виставки у Нью-Йорку, у 1967 році виконав панно для офісу фармацевтичної компанії Sandoz у Барселоні. З 1971 року почав займатися літографією, і продовжив працювати з глиною. 
У 1980 році лауреат Національної премії з пластичного мистецтва. У 1982 році нагороджений хрестом святого Георія.